# Sbanken
Sbanken ASA es un banco electrónico noruego con sede en Bergen. El director ejecutivo es Øyvind Thomassen.

## Historia
El banco fue fundado por Skandia como una sucursal de su banco existente en Suecia, Skandiabanken, el 27 de abril de 2000, y se convirtió en el primer banco solo en línea de Noruega. Skandiabanken Noruega se separó de Skandiabanken Suecia y del grupo Skandia en 2015, convirtiéndose en su propia empresa Skandiabanken ASA y, en consecuencia, pasó a llamarse Sbanken ASA el 6 de noviembre de 2017.
En agosto de 2020, Sbanken tenía 460 000 clientes y, al 31 de diciembre de 2019, tenía activos totales de aprox. 93 mil millones. El banco tiene más de 400 empleados. Sbanken ASA cotiza en la Bolsa de Oslo.
A mediados de 2022, después de las decisiones tomadas por la oficina del gobierno noruego por quejas sobre las decisiones tomadas por el departamento de comercio y competencia del gobierno noruego en el verano de 2022, finalmente se permitió al gigante bancario noruego DNB (Den Norske Bank) comprar y hacerse cargo de su competidor, a pesar de que la oficina de competencia del gobierno noruego prohibió el intento de adquisición a principios de año y detuvo la adquisición en 2021.